# Hohenaspe
Hohenaspe est une commune du Land de Schleswig-Holstein, dans le nord de l'Allemagne. Rattachée à l'arrondissement de Steinburg, elle comprend les lieux-dits d'An der Bekau et de Burndahl. En 2013, la commune comptait 2004 habitants.

## Géographie

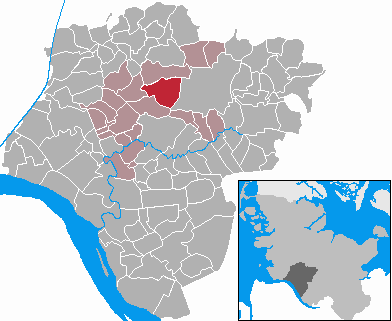
Localisation de Hohenaspe au sein de l'arrondissement de Steinburg

Hohenaspe se trouve à 7,5 kilomètres au nord d'Itzehoe. Les rivières Bekau, Rolloher Bek et Mühlenbach traversent la commune. L'autoroute nationale 23 longe l'extrémité ouest de Hohenaspe.
Le village se trouve à 14 m au-dessus du niveau de la mer (NHN (en)).

## Histoire
Le village d'Aspe (« tremble » en allemand) et son église sont mentionnés pour la première fois en 1281. L'église Saint-Michel (de) et son clocher autonome en bois sont érigés sur une colline et sont visibles à plusieurs kilomètres à la ronde. Probablement du fait de cette situation élevée, le nom du village devient Hohenaspe (« le haut tremble »).
En 1991, Hohenaspe remporte localement la compétition Unser Dorf soll schöner werden (« Notre village doit s'embellir »).

### Héraldique
Le blason de Hohenaspe est décrit comme tel : « d'or et d'une colline verte surmontée de l'église de Hohenaspe et de son clocher en bois, avec une feuille de tremble verte dans le coin supérieur gauche ».
La feuille de tremble fait référence au nom du village, qui se compose de Hohen (« haut ») et de Aspe, ancienne forme de Espe (« tremble »). Les couleurs vert et or font référence au marais maritime et au Geest situés à proximité du village, et surtout à leurs intérêts économiques et agricoles.

## Politique
(juillet 2016).
Depuis 2008, sur les dix-sept sièges du conseil municipal de Hohenaspe, neuf sont occupés par l'Union chrétienne-démocrate d'Allemagne, tandis que le Parti social-démocrate et la communauté d'électeurs BWH occupent chacun quatre sièges.

## Personnalités notables
- Ingo Kolboom, romaniste et professeur de français, est né à Hohenaspe en 1947.